# Valeria Beșe
Valeria Beșe; wcześniej Valeria Motogna (ur. 16 grudnia 1979 roku w Bystrzycy) – rumuńska piłkarka ręczna, reprezentantka kraju, rozgrywająca. Obecnie występuje w lidze rumuńskiej, w drużynie HC Zalău.
Wicemistrzyni Świata z 2005 roku z Rosji.
W 2008 r. została wybrana chorążym reprezentacji Rumunii na Igrzyskach Olimpijskich w Pekinie.

## Sukcesy

### reprezentacyjne
Mistrzostwa Świata:
- (2005)

### klubowe
Mistrzostwo Rumunii:
- (1997, 1998, 1999, 2000, 2007, 2008, 2009, 2010, 2011)
- (2012)

Puchar Rumunii:
- (1997, 1998, 1999, 2000, 2001, 2007, 2011)

Superpuchar Rumunii:
- (2007)

Puchar Zdobywców Pucharów:
- (2007)

Liga Mistrzyń:
- (2010[1])

Puchar EHF:
- (2012)